# Tour of Guangxi 2017
Il Tour of Guangxi 2017, prima edizione della corsa, valevole come trentasettesima prova dell'UCI World Tour 2017 categoria 2.UWT, si svolse in sei tappe dal 19 al 24 ottobre 2017 su un percorso di 920,8 km, con partenza da Beihai e arrivo a Guilin, in Cina. La vittoria fu appannaggio del belga Tim Wellens, che completò il percorso in 20h59'49" precedendo l'olandese Bauke Mollema e l'irlandese Nicolas Roche.
Al traguardo di Guilin 115 ciclisti, su 122 partiti da Beihai, portarono a termine la competizione.

## Tappe
| Tappa  | Data       | Percorso                            | km    | Vincitore di tappa | Leader cl. generale |
| ------ | ---------- | ----------------------------------- | ----- | ------------------ | ------------------- |
| 1ª     | 19 ottobre | Beihai > Beihai                     | 107,4 | Fernando Gaviria   | Fernando Gaviria    |
| 2ª     | 20 ottobre | Qinzhou > Nanning                   | 156,7 | Fernando Gaviria   | Fernando Gaviria    |
| 3ª     | 21 ottobre | Nanning > Nanning                   | 125,4 | Fernando Gaviria   | Fernando Gaviria    |
| 4ª     | 22 ottobre | Nanning > Mashan Nongla Scenic Spot | 151   | Tim Wellens        | Tim Wellens         |
| 5ª     | 23 ottobre | Liuzhou > Guilin                    | 212,2 | Dylan Groenewegen  | Tim Wellens         |
| 6ª     | 24 ottobre | Guilin > Guilin                     | 168,1 | Fernando Gaviria   | Tim Wellens         |
| Totale | Totale     | Totale                              | 920,8 |                    |                     |

## Squadre e corridori partecipanti
| N.    | Cod. | Squadra                         |
| ----- | ---- | ------------------------------- |
| 1-7   | AST  | Astana Pro Team                 |
| 11-17 | TBM  | Bahrain-Merida Pro Cycling Team |
| 21-27 | BMC  | BMC Racing Team                 |
| 31-37 | BOH  | Bora-Hansgrohe                  |
| 41-47 | CDT  | Cannondale-Drapac               |
| 51-57 | DDD  | Team Dimension Data             |
| 61-67 | LTS  | Lotto-Soudal                    |
| 71-77 | MOV  | Movistar Team                   |
| 81-86 | ORS  | Orica-Scott                     |

| N.      | Cod. | Squadra                |
| ------- | ---- | ---------------------- |
| 91-97   | QST  | Quick-Step Floors      |
| 101-107 | KAT  | Team Katusha-Alpecin   |
| 111-117 | TLJ  | Team Lotto NL-Jumbo    |
| 121-127 | SKY  | Team Sky               |
| 131-137 | SUN  | Team Sunweb            |
| 141-147 | TFS  | Trek-Segafredo         |
| 151-157 | UAD  | UAE Team Emirates      |
| 161-167 | CJR  | Caja Rural-Seguros RGA |
| 171-177 | NIP  | Nippo-Vini Fantini     |

## Dettagli delle tappe

### 1ª tappa
- 19 ottobre: Beihai > Beihai – 107,4 km

Risultati
| Pos. | Corridore         | Squadra    | Tempo    |
| ---- | ----------------- | ---------- | -------- |
| 1    | Fernando Gaviria  | Quick-Step | 2h20'01" |
| 2    | Dylan Groenewegen | Lotto NL   | s.t.     |
| 3    | Pascal Ackermann  | Bora       | s.t.     |

| Pos. | Corridore         | Squadra    | Tempo    |
| ---- | ----------------- | ---------- | -------- |
| 1    | Fernando Gaviria  | Quick-Step | 2h19'51" |
| 2    | Silvan Dillier    | BMC        | a 1"     |
| 3    | Dylan Groenewegen | Lotto NL   | a 4"     |

### 2ª tappa
- 20 ottobre: Qinzhou > Nanning – 156,7 km

Risultati
| Pos. | Corridore        | Squadra    | Tempo    |
| ---- | ---------------- | ---------- | -------- |
| 1    | Fernando Gaviria | Quick-Step | 3h43'54" |
| 2    | Max Walscheid    | Sunweb     | s.t.     |
| 3    | Wouter Wippert   | Cannondale | s.t.     |

| Pos. | Corridore        | Squadra    | Tempo    |
| ---- | ---------------- | ---------- | -------- |
| 1    | Fernando Gaviria | Quick-Step | 6h03'35" |
| 2    | Silvan Dillier   | BMC        | a 5"     |
| 3    | Max Walscheid    | Sunweb     | a 14"    |

### 3ª tappa
- 21 ottobre: Nanning > Nanning – 125,4 km

Risultati
| Pos. | Corridore           | Squadra    | Tempo    |
| ---- | ------------------- | ---------- | -------- |
| 1    | Fernando Gaviria    | Quick-Step | 2h41'57" |
| 2    | Max Walscheid       | Sunweb     | s.t.     |
| 3    | Magnus Cort Nielsen | Orica      | s.t.     |

| Pos. | Corridore        | Squadra    | Tempo    |
| ---- | ---------------- | ---------- | -------- |
| 1    | Fernando Gaviria | Quick-Step | 8h45'22" |
| 2    | Silvan Dillier   | BMC        | a 13"    |
| 3    | Max Walscheid    | Sunweb     | a 18"    |

### 4ª tappa
- 22 ottobre: Nanning > Mashan Nongla Scenic Spot – 151 km

Risultati
| Pos. | Corridore     | Squadra | Tempo    |
| ---- | ------------- | ------- | -------- |
| 1    | Tim Wellens   | Lotto   | 3h23'18" |
| 2    | Bauke Mollema | Trek    | s.t.     |
| 3    | Nicolas Roche | BMC     | a 4"     |

| Pos. | Corridore     | Squadra | Tempo     |
| ---- | ------------- | ------- | --------- |
| 1    | Tim Wellens   | Lotto   | 12h09'00" |
| 2    | Bauke Mollema | Trek    | a 4"      |
| 3    | Nicolas Roche | BMC     | a 9"      |

### 5ª tappa
- 23 ottobre: Liuzhou > Guilin – 212,2 km

Risultati
| Pos. | Corridore           | Squadra    | Tempo    |
| ---- | ------------------- | ---------- | -------- |
| 1    | Dylan Groenewegen   | Lotto NL   | 5h04'21" |
| 2    | Fernando Gaviria    | Quick-Step | s.t.     |
| 3    | Magnus Cort Nielsen | Orica      | s.t.     |

| Pos. | Corridore     | Squadra | Tempo     |
| ---- | ------------- | ------- | --------- |
| 1    | Tim Wellens   | Lotto   | 17h13'19" |
| 2    | Bauke Mollema | Trek    | a 6"      |
| 3    | Nicolas Roche | BMC     | a 11"     |

### 6ª tappa
- 24 ottobre: Guilin > Guilin – 168,1 km

Risultati
| Pos. | Corridore         | Squadra      | Tempo    |
| ---- | ----------------- | ------------ | -------- |
| 1    | Fernando Gaviria  | Quick-Step   | 3h46'30" |
| 2    | Niccolò Bonifazio | Bahrain-Mer. | s.t.     |
| 3    | Dylan Groenewegen | Lotto NL     | s.t.     |

| Pos. | Corridore     | Squadra | Tempo     |
| ---- | ------------- | ------- | --------- |
| 1    | Tim Wellens   | Lotto   | 20h59'49" |
| 2    | Bauke Mollema | Trek    | a 6"      |
| 3    | Nicolas Roche | BMC     | a 11"     |

## Evoluzione delle classifiche
| Tappa              | Vincitore          | Classifica generale Maglia rossa | Classifica a punti Maglia blu | Classifica scalatori Maglia verde | Classifica giovani Maglia bianca | Classifica a squadre |
| ------------------ | ------------------ | -------------------------------- | ----------------------------- | --------------------------------- | -------------------------------- | -------------------- |
| 1ª                 | Fernando Gaviria   | Fernando Gaviria                 | Silvan Dillier                | Rémi Cavagna                      | Fernando Gaviria                 | UAE Team Emirates    |
| 2ª                 | Fernando Gaviria   | Fernando Gaviria                 | Fernando Gaviria              | Silvan Dillier                    | Fernando Gaviria                 | UAE Team Emirates    |
| 3ª                 | Fernando Gaviria   | Fernando Gaviria                 | Fernando Gaviria              | Silvan Dillier                    | Fernando Gaviria                 | UAE Team Emirates    |
| 4ª                 | Tim Wellens        | Tim Wellens                      | Fernando Gaviria              | Nicolas Roche                     | Julian Alaphilippe               | BMC Racing Team      |
| 5ª                 | Dylan Groenewegen  | Tim Wellens                      | Fernando Gaviria              | Daniel Oss                        | Julian Alaphilippe               | BMC Racing Team      |
| 6ª                 | Fernando Gaviria   | Tim Wellens                      | Fernando Gaviria              | Daniel Oss                        | Julian Alaphilippe               | BMC Racing Team      |
| Classifiche finali | Classifiche finali | Tim Wellens                      | Fernando Gaviria              | Daniel Oss                        | Julian Alaphilippe               | BMC Racing Team      |

## Classifiche finali

### Classifica generale - Maglia rossa
| Pos. | Corridore          | Squadra    | Tempo     |
| ---- | ------------------ | ---------- | --------- |
| 1    | Tim Wellens        | Lotto      | 29h59'49" |
| 2    | Bauke Mollema      | Trek       | a 6"      |
| 3    | Nicolas Roche      | BMC        | a 11"     |
| 4    | Julian Alaphilippe | Quick-Step | a 15"     |
| 5    | Ben Hermans        | BMC        | a 18"     |
| 6    | Matej Mohorič      | UAE        | a 24"     |
| 7    | Wout Poels         | Sky        | s.t.      |
| 8    | Silvan Dillier     | BMC        | a 29"     |
| 9    | Rein Taaramäe      | Katusha    | s.t.      |
| 10   | Mekseb Debesay     | Dimension  | a 31"     |

### Classifica a punti - Maglia blu
| Pos. | Corridore           | Squadra    | Punti |
| ---- | ------------------- | ---------- | ----- |
| 1    | Fernando Gaviria    | Quick-Step | 70    |
| 2    | Silvan Dillier      | BMC        | 34    |
| 3    | Dylan Groenewegen   | Lotto NL   | 33    |
| 4    | Max Walscheid       | Sunweb     | 32    |
| 5    | Magnus Cort Nielsen | Orica      | 27    |

### Classifica scalatori - Maglia verde
| Pos. | Corridore      | Squadra | Punti |
| ---- | -------------- | ------- | ----- |
| 1    | Daniel Oss     | BMC     | 66    |
| 2    | Nicolas Roche  | BMC     | 40    |
| 3    | Tim Wellens    | Lotto   | 25    |
| 4    | Silvan Dillier | BMC     | 22    |
| 5    | Bauke Mollema  | Trek    | 16    |

### Classifica giovani - Maglia bianca
| Pos. | Corridore           | Squadra    | Punti     |
| ---- | ------------------- | ---------- | --------- |
| 1    | Julian Alaphilippe  | Quick-Step | 21h00'04" |
| 2    | Matej Mohorič       | UAE        | a 9"      |
| 3    | Rémi Cavagna        | Quick-Step | a 16"     |
| 4    | Magnus Cort Nielsen | Orica      | a 21"     |
| 5    | Hugh Carthy         | Cannondale | a 26"     |

### Classifica a squadre
| Pos. | Squadra             | Tempo     |
| ---- | ------------------- | --------- |
| 1    | BMC Racing Team     | 63h00'47" |
| 2    | Lotto-Soudal        | a 1'26"   |
| 3    | Trek-Segafredo      | s.t.      |
| 4    | Orica-Scott         | a 1'39"   |
| 5    | Team Dimension Data | a 1'48"   |